# Championnat du Cambodge de football 2011
Navigation
Saison précédente Saison suivante
La saison 2011 du Championnat du Cambodge de football est la vingt-septième édition du championnat national de première division au Cambodge. Les dix meilleurs clubs du pays sont regroupés au sein d'une poule unique et s'affrontent deux fois au cours de la compétition, à domicile et à l'extérieur. En fin de saison, les deux derniers sont relégués et remplacés par les deux meilleurs clubs de deuxième division. Contrairement aux autres saisons, il n'y a pas de phase finale entre les quatre premiers du classement général cette année.
C'est le club de Phnom Penh Crown, tenant du titre, qui remporte à nouveau la compétition cette saison après avoir terminé en tête du classement final, avec quatre points d'avance sur Nagacorp FC et onze sur Preah Khan Reach. C'est le quatrième titre de champion du Cambodge de l'histoire du club.
Le club de Khemara Keila FC quitte la compétition avant le début de saison. Il est remplacé par la formation de Chhlam Samuth.

## Les clubs participants
| - Build Bright United - Chhlam Samuth - Prek Pra Keila - Nagacorp FC - Preah Khan Reach | - Kirivong Sok Sen Chey - Police Commissary FC - Promu de D2 - Rithy Sen - Promu de D2 - Phnom Penh Crown - National Defense Ministry FC |

## Compétition

### Classement
Le classement est établi sur le barème de points classique (victoire à 3 points, match nul à 1, défaite à 0).
Pour départager les égalités, on tient d'abord compte de la différence de buts générale, puis du nombre de buts marqués, puis des confrontations directes
| Rang | Équipe                       | Pts | J  | G  | N | P  | Bp | Bc | Diff |
| ---- | ---------------------------- | --- | -- | -- | - | -- | -- | -- | ---- |
| 1    | Phnom Penh CrownT            | 45  | 18 | 14 | 3 | 1  | 54 | 17 | +37  |
| 2    | Nagacorp FC                  | 41  | 18 | 13 | 2 | 3  | 71 | 24 | +47  |
| 3    | Preah Khan ReachC            | 34  | 18 | 10 | 4 | 4  | 42 | 21 | +21  |
| 4    | National Defense Ministry FC | 29  | 18 | 9  | 2 | 7  | 32 | 22 | +10  |
| 5    | Build Bright United          | 28  | 18 | 9  | 1 | 8  | 38 | 25 | +13  |
| 6    | Kirivong Sok Sen Chey        | 26  | 18 | 8  | 2 | 8  | 38 | 32 | +6   |
| 7    | Police Commissary FCP        | 23  | 18 | 7  | 2 | 9  | 26 | 35 | -9   |
| 8    | Chhlam Samuth                | 16  | 18 | 5  | 1 | 12 | 31 | 52 | -21  |
| 9    | Prek Pra Keila               | 15  | 18 | 4  | 3 | 11 | 16 | 42 | -26  |
| 10   | Rithy SenP                   | 2   | 18 | 0  | 2 | 16 | 12 | 90 | -78  |

|  | Qualification pour la Coupe du président de l'AFC 2012                                   |
|  | Relégation directe en deuxième division                                                  |
|  | T : Tenant du titre C : Vainqueur de la Coupe du Cambodge P : Promu de deuxième division |

## Bilan de la saison
| Championnat du Cambodge de football 2011                             |                              |
| Champion                                                             | Phnom Penh Empire (4e titre) |
| Coupes et trophées                                                   |                              |
| Vainqueur de la Coupe du Cambodge 2011                               | Preah Khan Reach             |
| Qualifications continentales                                         |                              |
| Coupe du président de l'AFC 2012                                     | Phnom Penh Empire            |
| Promotions et relégations                                            |                              |
| Promus en Championnat du Cambodge de football                        | Boeung Ket Rubber Field      |
| Promus en Championnat du Cambodge de football                        | Western University FC        |
| Relégués en Championnat du Cambodge de football de deuxième division | Prek Pra Keila               |
| Relégués en Championnat du Cambodge de football de deuxième division | Rithy Sen                    |